# Cinturón verde de Córdoba
El Cinturón verde de Córdoba es una vía verde en construcción de 20 kilómetros que rodea el norte de la ciudad de Córdoba, España. Su objetivo es recuperar vías pecuarias como complemento a la ganadería y la agricultura, así como para senderismo, cicloturismo y actividades ecuestres.

## Historia
Alberga sus orígenes en el PGOU (Plan General de Ordenación Urbana) de 2001, cuando se planea su construcción como forma de compensar por la pérdida de vías pecuarias que se van urbanizando con el crecimiento de la ciudad. En 2004 se produjeron algunas modificaciones como trazados alternativos en el PGOU, mientras que en 2007 la Junta de Andalucía y el Ayuntamiento de Córdoba firmaron un acuerdo para llevar a cabo las expropiaciones de terrenos, un largo proceso que comenzó en 2009 y concluyó una década después, en diciembre de 2019. Este proceso expropiatorio afectó a 59 propiedades y tuvo un coste de más de un millón de euros.
Las primeras obras comenzaron en noviembre de 2020 para los dos primeros tramos, cuyos trabajos finalizaron en marzo de 2021 con un presupuesto de casi 180.000 euros. La segunda fase se prevé que comience en octubre de 2021 y concluya en marzo de 2022.

## Tramos
| Tramo                                              | Estado            |
| -------------------------------------------------- | ----------------- |
| Cañada Real Soriana-Vereda de Trassierra           | Completado (2021) |
| Vereda de Trassiera-Vereda de las Ermitas          | Completado (2021) |
| Vereda de las Ermitas-Camino Cuesta de la Traición | En proyecto       |
| Vereda del pretorio-Vereda del Villar              | En proyecto       |
| Vereda del Villar-Carretera a Santo Domingo        | En proyecto       |
| Carretera a Santo Domingo-Camino Maimón            | En proyecto       |
| Camino Maimón-Cañada Real Soriana                  | En proyecto       |
| Cañada Real Soriana-Vereda de la Alcaidía          | En proyecto       |